# کلیسای ارمنی سنگاپور
کلیسای ارمنی سنگاپور (انگلیسی: Armenian Church, Singapore) یا کلیسای ارمنی سنت گرگوری روشنگر، که به‌طور محلی به عنوان کلیسای ارمنی شناخته می‌شود، قدیمی‌ترین کلیسای مسیحی بازمانده در سنگاپور است. این کلیسا در خیابان هیل در منطقه برنامه‌ریزی موزه، در منطقه مرکزی سنگاپور واقع شده است. این کلیسا در سال ۱۸۳۵ تکمیل و سال بعد تقدیس شد که در اصل یکی از کلیسای حواری ارمنی است که یک فرقه ارتدوکس شرقی است. این ساختمان در سال ۱۹۷۳ به عنوان یک اثر ملی معرفی شد. در حال حاضر مراسم ارمنی و ارتدکس شرقی به‌طور منظم در کلیسا برگزار می‌شود.

## تاریخچه

### ساخت و بنا نهادن
این کلیسا توسط دوازده خانواده ارمنی که در سنگاپور ساکن شدند ساخته شد. ساختمان توسط جورج درومگول کلمن، معمار بسیاری از ساختمان‌های اولیه سنگاپور که همچنین اولین سرپرست کارهای عمومی شد، طراحی شد. این کلیسا به قدیس گریگوری روشنگر، اولین پاتریارک کلیسای ارمنی تقدیم شده است.
پس از اینکه استمفورد رافلز در سال ۱۸۱۹ سنگاپور را به عنوان بندر تجاری تأسیس کرد، ارمنی‌ها از اولین بازرگانان و تاجرانی بودند که وارد سنگاپور شدند. جامعه ارمنی قبلاً در سال ۱۸۲۱ مراسم مذهبی را در سنگاپور برگزار می‌کرد، و اولین کشیش، کشیش کریکور هوهانس (گریگوری جان)، در ژوئیه ۱۸۲۷ وارد سنگاپور شد.
یک نمازخانه در میدان تجاری (محل رافلز امروز) برپا شد. جامعه ارمنی در سال ۱۸۲۷ شروع به جمع‌آوری بودجه برای ساخت یک کلیسای جدید کرد. بیش از نیمی از هزینه ساخت معادل ۵۰۵۸٫۳۰ دلار اسپانیا توسط جامعه ارمنی در سنگاپور اهدا شد و بقیه از ارمنیان جاوه و هند و بخش کوچکی از تجار اروپایی و چینی در سنگاپور تأمین شد. در سنگاپور جامعه ارمنی بسیار کوچک بود. سرشماری ۱۸۲۴ نشان داد این کلیسا تنها ۱۶ عضو دارد و در سال ۱۸۳۶ که کلیسا افتتاح شد، ۳۴ عضو داشته است بنابراین سهم آنها در کلیسای ارمنی به نسبت قابل توجه نشان دهنده شکوفایی و ارادت مذهبی ارمنی‌ها بود.
درخواست زمین برای ساخت کلیسا توسط جامعه ارمنی در سال ۱۸۳۳ ارائه شد و دولت زمین را در پای قلعه کنینگ در سال ۱۸۳۴ جهت ساخت کلیسا اعطا کرد. سنگ بنا ان در ۱ ژانویه ۱۸۳۵ توسط ارشماندریت توماس گریگوریان، که همچنین کلیسای جدید را در یکشنبه عید پاک سال ۱۸۳۶ افتتاح و تقدیس کرد، گذاشته شد که کشیش خاچیگ هوانس، کشیش جامعه محلی، به او کمک کرد. این قدیمی‌ترین کلیسای مسیحی باقی مانده است که در سنگاپور ساخته شده است.
این کلیسا از زمانی که برای اولین بار ساخته شد، دستخوش تغییراتی شده است. برجک زنگ طراحی شده توسط کلمن از نظر ساختاری نامناسب تلقی شد و ابتدا در سال ۱۸۴۷ با یک برج مربعی جایگزین شد، سپس دوباره در سال ۱۸۵۳ با گلدسته ای که امروزه به نظر می‌رسد، که توسط جورج مدوک طراحی شده بود، جایگزین شد.
در سال ۱۹۰۹، این کلیسا به اولین ساختمان با برق در سنگاپور تبدیل شد.

## وضعیت کنونی
عبادت الهی در سال ۲۰۰۱ به مناسبت ۱۷۰۰ سالگرد پذیرش مسیحیت به عنوان دین دولتی ارمنستان در کلیسا انجام شد. در ۲۷ مارس ۲۰۱۱ حدود ۱۶۰ ارمنی از ۲۰ کشور جهان برای بزرگداشت صد و هفتاد و پنجمین سالگرد کلیسا در آ آن گرد آمدند.
جامعه کوچک کلیسای ارتدکس قبطی در سنگاپور هر از گاهی در این ساختمان مراسم برگزار می‌کنند.

## معماری
کلیسای ارمنی موجود، که عمدتاً به سبک نئوکلاسیک بریتانیایی با تأثیرات مکتب التقاطی ساخته شده است، به شیوه کلیسای جامع اچمیادزین، کلیسای مادر ارمنستان، طراحی شده است. داخل کلیسا دایره ای است و گفته می‌شود که شبیه مقبره مقدس گرد در کمبریج انگلستان است. با این حال، دایره در یک پلان مربعی صلیبی، با رواق‌های مربعی برجسته شیوه دوریسی رومی ساخته شده است. طرح به سبک معماری پالادیویی ممکن است از طرح دایره ای کلیسای سنت اندروز در چنای الهام گرفته شده باشد، که به نوبه خود از یکی از طرح‌های جیمز گیبس برای کلیسای سنت مارتین این ده فیلدز در لندن که در کتاب او منتشر شده است الهام گرفته شده است.
در داخل محوطه کلیسا، باغ یادبود و پارسوناژ، یک خانه بنگالو دو طبقه قرار دارد که در سال ۱۹۰۵ توسط ناناجان سارکیز به یاد شوهر فقیدش، جان شانازار سارکیس، ساخته شد.